# Hellanicos
Hellanicos (en grec ancien Ἑλλάνικος / Hellanikós), dit aussi Hellanicos de Lesbos ou Hellanicos de Mytilène, était un logographe grec. Il vécut au Ve siècle av. J.-C. mais les dates exactes de sa naissance et de son décès sont incertaines (respectivement autour de 480 et 395 av. J.-C.).

## Biographie
Il était originaire de Mytilène dans l’île de Lesbos. Il aurait vécu à la cour du roi de Macédoine, et serait mort à Perpérène, petite cité d’Asie Mineure localisée probablement en face de Lesbos dans le golfe d’Edremit.

## Œuvres
Hellanicos fut un auteur prolifique mais seuls quelques fragments de son œuvre nous sont parvenus, au nombre d'environ deux cents. Ses écrits sont à ranger dans les domaines de la mythographie, de l’ethnographie ainsi que des chroniques historiques. Quoiqu’il puise un certain nombre de ses données dans la tradition historique ionienne commencée par Hécatée de Milet, il présente une certaine originalité, notamment par sa compréhension du besoin de rigueur nécessaire à l’établissement d’une histoire rationnelle. Il n’appliquera pas toujours (faute de matériau ?) dans ses œuvres ses propres recommandations. Il posera les jalons pour ses successeurs, malgré leurs critiques à son encontre, notamment Thucydide. Il doit être considéré comme leur égal au moins pour son influence majeure sur l’historiographie grecque.
Son travail en tant que mythographe, qui ambitionnait donc d’« humaniser » les actions divines, s’organisait autour de cinq œuvres : Asopis (Άσωπις), Atlantis (Άτλαντιάς), Deucalionea (Δευχαλιωνεια), Phoronis (Φορωνίς), Troica (Τρωικά). Hellanicos a collecté des données disparates et a voulu les organiser dans un ensemble chronologiquement cohérent.
Dans le Phoronis, il traite des légendes des Pélasges et des Argiens depuis le premier homme jusqu’au retour des Héraclides. Dans le Deucalionea, il est le premier à rapporter la légende de la fondation de Rome par le troyen Énée.
Son travail ethnographique concerne de différentes régions de Grèce : Thessalie (Thessalika/Θεσσαλικά), Béotie (Boiotika/Βοιωτιακά), Arcadie (Peri Arkadias/περί Άρχαδιας), Lesbos (Lesbika/Λεσβικά), Étolie (Aiolika/Αίολικά), Argolide (Argolika/Άργολικά) et de peuples étrangers : Égypte (Aigyptiaka/Αίγυπτιακά), Scythie (Skythika/Σχυθικά), Perse (Persika/Περσικά), Lydie (Lydiaka/Λυδιακά). Quoi que volumineux, ses écrits géographiques auront moins de retentissement car surpassés par ceux de son contemporain Hérodote.
Son travail d’historien fut novateur car il fut le premier à dresser des listes chronologiques de personnages réels tels que les prêtresses d’Héra à Argos (Ίέρειαι), des vainqueurs des Jeux Carnéens (Karneonikai/Καρνεοίχαι) ou des archontes éponymes athéniens. Ces listes sont autant de points fixes qui permettent d’établir une chronologie commune aux Grecs et sont plus efficaces que le classique décompte par génération.
Il écrivit aussi une histoire de l’Attique (Atthis, Άτθίς) qui s’étend jusqu’à la guerre du Péloponnèse. Œuvre typique des défauts et qualités du style d’Hellanicos où il distingue clairement ce qui est mythologique de ce qui est historique, mais aux côtés de chronologies « scientifiques » certaines parties s’organisaient en chronologies « généalogiques ». De plus l’œuvre n’était pas objective puisqu’elle adoptait le point de vue athénien. Thucydide la critiqua mais s’en servit néanmoins.

### Éditions
- (grc) Felix Jacoby et G. Shepens, Fragmente der griechischen Historiker.
- (grc + la) T. Müller et K. Müller, Fragmenta historicorum Graecorum. Divers fragments depuis la version de 1841 (Vol. I) éditée à Paris, (p. 45-69).

### Études
- (en) S. Hornblower et A. Spawforth, « Hellanicus », dans The Oxford classical dictionary, 3e éd. (1996).
- (it) D. Ambaglio, L'opera storiografica di Ellanico di Lesbo (« Ricerche di storiografia antica », 2), Pise, 1980, 191 p.
- Theodosios Polychronis, « Hellanicos de Lesbos : histoire des Origines, origines de l'Histoire », Université d'Aix-Marseille, 10 mars 2018 (consulté le 28 septembre 2020).
- Theodosios Polychronis, “Les listes dans l'œuvre d'Hellanicos de Lesbos”, in Ledentu M., Loriol R. (eds), Penser en listes dans les mondes grec et romain, collection ScriptaAntiqua, Ausonius Éditions, 2020.
- Theodosios Polychronis “Etymology as Explanation in Hellanicus of Lesbos' Fragments”, in Zucker A., Lefeuvre C., Chriti M. (eds), Ancient And Medieval Greek Etymology Theory and Practice II, Trends In Classics - Supplementary Volumes, 2025.